# Hugo Gatti
Hugo Orlando Gatti (ur. 19 sierpnia 1944 w Carlos Tejedor, zm. 20 kwietnia 2025 w Buenos Aires) – argentyński piłkarz występujący na pozycji bramkarza, reprezentant Argentyny w latach 1966–1977.

## Kariera klubowa
Sławę przyniosły mu brawurowy styl bronienia oraz piłkarska długowieczność. Nosił przydomek boiskowy El Loco (hiszp. "wariat").
Profesjonalną karierę rozpoczął w 1962 roku w klubie CA Atlanta.
W latach 1964–1968 był piłkarzem CA River Plate.
Następne pięć sezonów spędził w Gimnasia y Esgrima La Plata (1969–1974).
Przez krótki okres był graczem Unión Santa Fe (1974–1975).
W 1976 roku został piłkarzem CA Boca Juniors i zyskał w tym klubie niemal legendarny status. Jego barw bronił do 1988, karierę kończył w wieku 44 lat. W tym czasie rozegrał w Boca 381 ligowych spotkań. Trzykrotnie zdobywał tytuł mistrza kraju, dwa razy zwyciężał w Copa Libertadores (1977, 1978). W 1978 roku znalazł się wśród triumfatorów Pucharu Interkontynentalnego. W 1982 roku został piłkarzem roku w Argentynie.

## Kariera reprezentacyjna
W reprezentacji Argentyny w latach 1967–1977 zagrał 18 razy. Znalazł się w kadrze Argentyny na mistrzostwa świata 1966, na kolejne mistrzostwa świata już nie pojechał. W połowie lat 70. wystąpił w szeregu spotkań towarzyskich, jednak ostatecznie selekcjoner César Luis Menotti zdecydował się na Ubaldo Fillola.

## Sukcesy

### Zespołowe
CA Boca Juniors
- mistrzostwo Argentyny: Metropolitano 1976, Nacional 1976, Metropolitano 1981
- Copa Libertadores: 1977, 1978
- Puchar Interkontynentalny: 1977

### Indywidualne
- piłkarz roku w Argentynie: 1982